# Герб на Сандански
Гербът на Сандански е един от символите на града и общината. Той е правоъгълник със заоблена форма в двата долни края, като в средата има стилизирано слънце над надпис с името на града, стилизирани чинарови листа от двете страни и минерален извор в средата. Гербът на Сандански се изобразява в средата на знамето на града.